# Я вам пишу
«Я вам пишу́...» (рос. «Я вам пишу...») — молдовський радянський художній фільм режисера Михайла Ізраїлева. Знятий за мотивами повісті А. Алексіна «Записки Ельвіри». Прем'єра відбулася у вересні 1959 у Кишиневі, у Москві — 1 грудня 1959.

## Сюжет
Закінчивши школу і провалившись на іспитах в медінститут, а потім і в театральне училище, Ельвіра (Мікаела Дроздовська) за наполяганням мами наймається в доглядальниці до хворої матері сусіда Сергія Сергійовича, доцента археологічного інституту. Заплановане розташування до себе співробітника інституту перейшло в щиру дружбу. Ельвіра влаштувалася в лікарню і стала серйозно готується до медінституту. А коли Сергій Сергійович виїхав у тривалу експедицію в Середню Азію, вона писала йому листи і знала, що він, рахуючи дні, чекає її приїзду.

## Знімальний колектив
- Режисер — Михайло Ізраїлев
- Сценарист — Анатолій Алексін
- Оператор: Леонід (Леонтій) Проскуров
- Композитор: Оскар Фельцман
- Художники: Леонід Курлянд, Антон Матер

## Актори
- Мікаела Дроздовська,
- Зоя Федорова,
- Аркадій Цінман,
- Юрій Саранцев,
- Домника Дарієнко,
- Елла Некрасова,
- Юрій Кірєєв,
- Людмила Шагалова,
- Вадим Захарченко,
- Зана Заноні,
- Костянтин Константинов,
- Сергій Філіппов,
- Трифон Грузин,
- В. Прохоров